# Plainville, Eure
 Plainville  là một xã thuộc tỉnh Eure trong vùng Normandie miền bắc nước Pháp.